# Orpund
Orpund (francouzsky Orpond, v místním dialektu Orpung) je obec v okrese Biel/Bienne v kantonu Bern ve Švýcarsku. Žije zde přibližně 2 800 obyvatel.

## Geografie

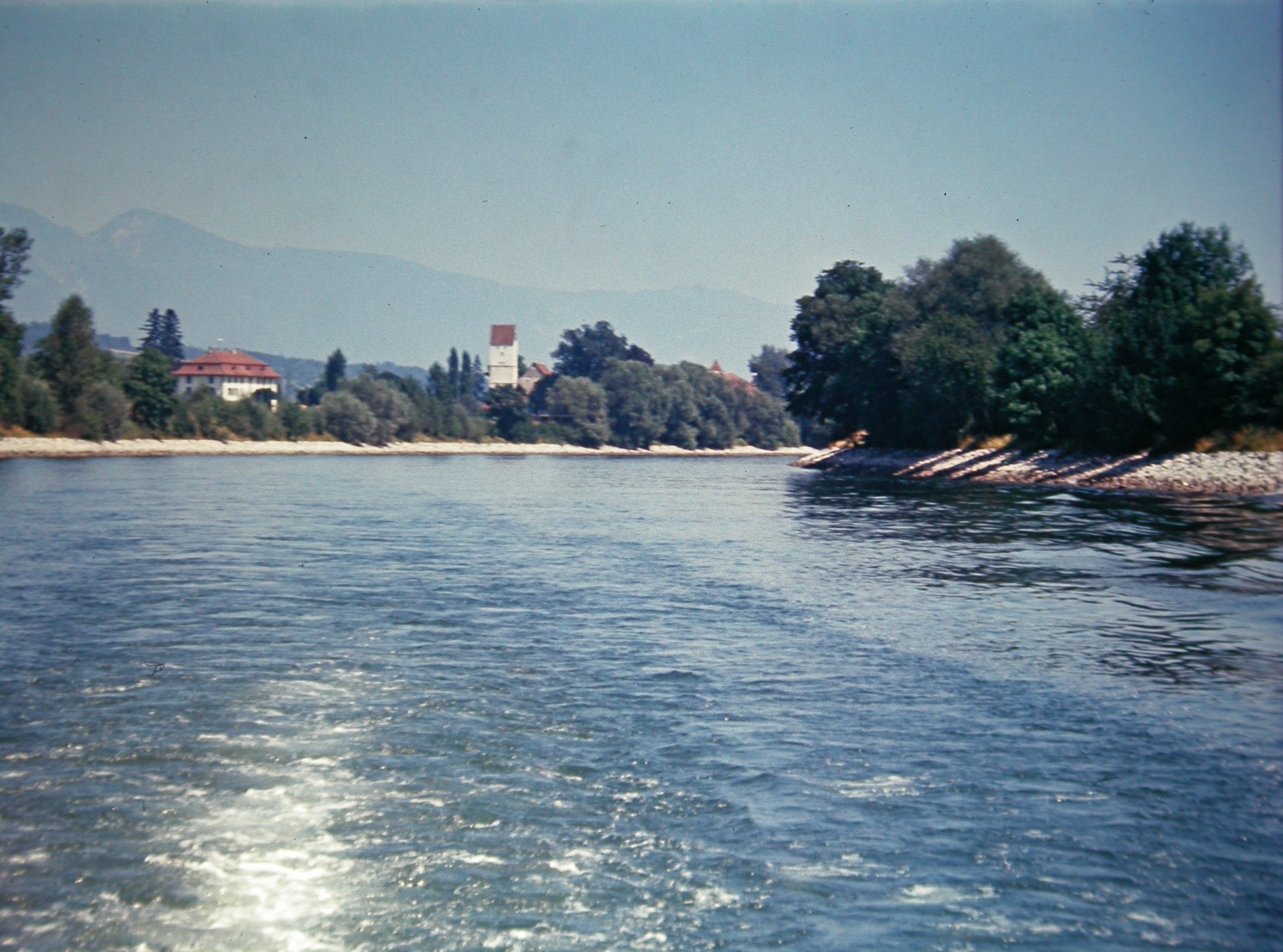
Řeka Aara u Orpundu

Orpund se nachází v oblasti tzv. Berner Seeland a v oblasti Tří jezer (Bielské, Neuchâtelské, Murtenské). Obec je součástí bielské aglomerace. Leží východně od města Biel/Bienne, sevřená mezi řekou Aarou (kanál Nidau-Büren) na jihu a masivem Büttenberg na severu. Součástí obce jsou také osada Zihlwil a bývalý premonstrátský klášter.
Sousedními obcemi Orpundu ve směru hodinových ručiček jsou Safnern, Scheuren, Schwadernau, Brügg a Biel/Bienne. Jižní hranici obce tvoří řeka Aara v podobě kanálu Nidau-Büren, který v dálce dvanácti kilometrů spojuje Aaru a Bielské jezero.
Podle údajů z roku 2009 činí rozloha katastrálních území obce 3,96 km², z čehož 1,55 km² je využíváno k zemědělství, 1,48 km² činí lesy a zbývajících 0,82 km² je zastavěno. 0,09 km² tvoří řeky a jezera, nebo neproduktivní půda.
Tři čtvrtiny zemědělských ploch jsou využívány k pěstování plodin, 17 % tvoří pastviny a zbytek ovocné sady a vinice. Ze zastavěných ploch tvoří velkou část obytné domy, průmyslové stavby zabírají pouze 1,9 % celkové rozlohy a komunikace 3 %.

## Historie

Gottstatt a Orpund (1955)

Nálezy na různých místech obce dokládají trvalou přítomnost lidí již od neolitu. Místo je doloženo od roku 1255 jako Orpunt / Orpont / Or(t)bunt. Název místa se odvozuje od latinské fráze *(ad) aur(e)um pontem, tedy „u zlatého mostu“.
V roce 1255 darovala hrabata z Neuenburg-Nidau Orpund, který byl na jejich panství, jimi založenému klášteru Gottstatt a vykonávala zde soudní pravomoc jako hofmistři. Na konci 14. století připadl Orpund spolu s ostatním majetkem Nidau Bernu a stal se součástí soudního okresu Scheuren v okrese Nidau.
V průběhu reformace bylo opatství Gottstatt v roce 1528 zrušeno. Statky a církevní listiny připadly Bernské republice. Klášterní budovy sloužily v letech 1528–1798 jako sídlo hofmistrovství Gottstatt.
Církevně patřil Orpund částečně ke kostelu svatého Štěpána v Mett (dnes součást města Biel) a částečně k farnímu kostelu na Büttenbergu. Během reformace byl Orpund přiřazen k nové evangelické reformované farnosti Gottstatt.
V době existence Helvétské republiky (1798–1803) patřil Orpund k okresu Büren. V roce 1803 se obec stala součástí správního obvodu Nidau. Od roku 2010 patří Orpund (stejně jako většina obcí bývalého správního obvodu Nidau) do okresu Biel/Bienne.
V průběhu regulace vodstva v oblastí Jury ve druhé polovině 19. století byl Orpund zbaven povodní odkloněním řeky Aary do jezera Biel a výstavbou kanálu Nidau–Büren (1868–1875). Bylo však nutné provést úpravu hranic s obcí Schwadernau na druhé straně kanálu, která byla odříznuta od části svého území (které se nyní nacházelo na druhé straně řeky).
Blízkost města Biel měla za následek rychlý růst počtu obyvatel a obchodu v Orpundu od poloviny 20. století. V roce 1970 zde byla otevřena střední škola (školní družina společná s Meinisbergem, Safnernem a Scheurenem).

## Obyvatelstvo
| Rok            | 1850 | 1900 | 1950 | 1960 | 1970 | 1980 | 1990 | 2000 | 2005 | 2010 | 2015 |
| Počet obyvatel | 446  | 624  | 891  | 1258 | 2013 | 2321 | 2530 | 2530 | 2620 | 2680 | 2675 |

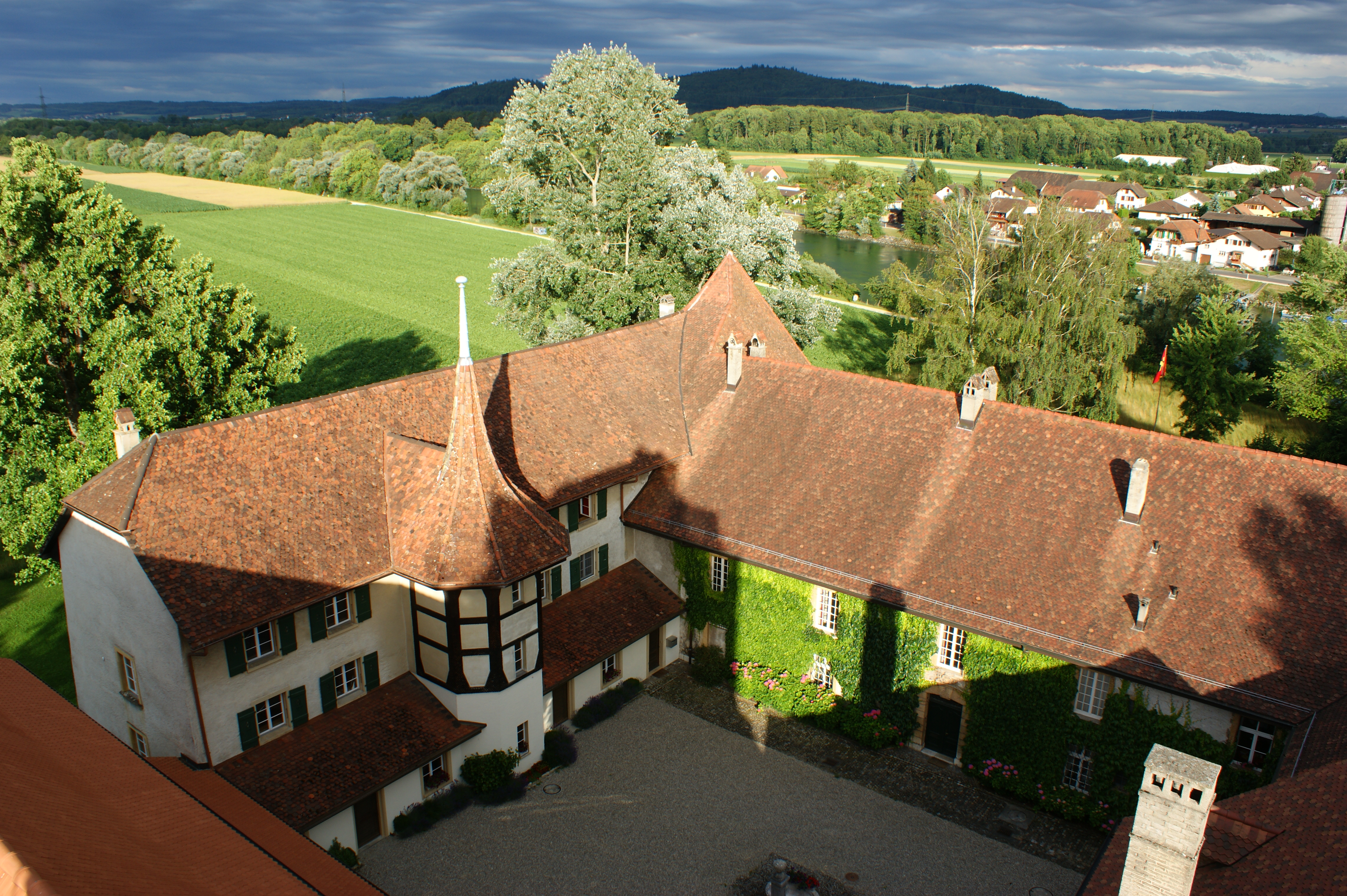
Klášter Gottstatt

Z 2675 obyvatel bylo v roce 2015 476 cizinců (17,8 %). 86,6 % obyvatel obce používá jako primární jazyk němčinu, 7 % obyvatel je francouzsky mluvících.

## Doprava
Orpund je obsluhován dvěma autobusovými linkami provozovanými společnostmi Verkehrsbetriebe Biel (VB) a Aare Seeland mobil AG (asm). Linky 72 a 75 spojují Orpund s městem Biel a dalšími obcemi v Seelandu. 
Dnešní autobusová linka 72 má svůj původ v železnici Biel–Meinisberg. Tato úzkorozchodná železnice byla provozována v letech 1913–1923 a 1926–1940, poté byla zrušena a nahrazena autobusovou dopravou.
Orpund je napojen na dálniční síť (dálnice A5). Sjezd z dálnice Orpund/Biel-Mett se nachází na západě obce.

## Galerie

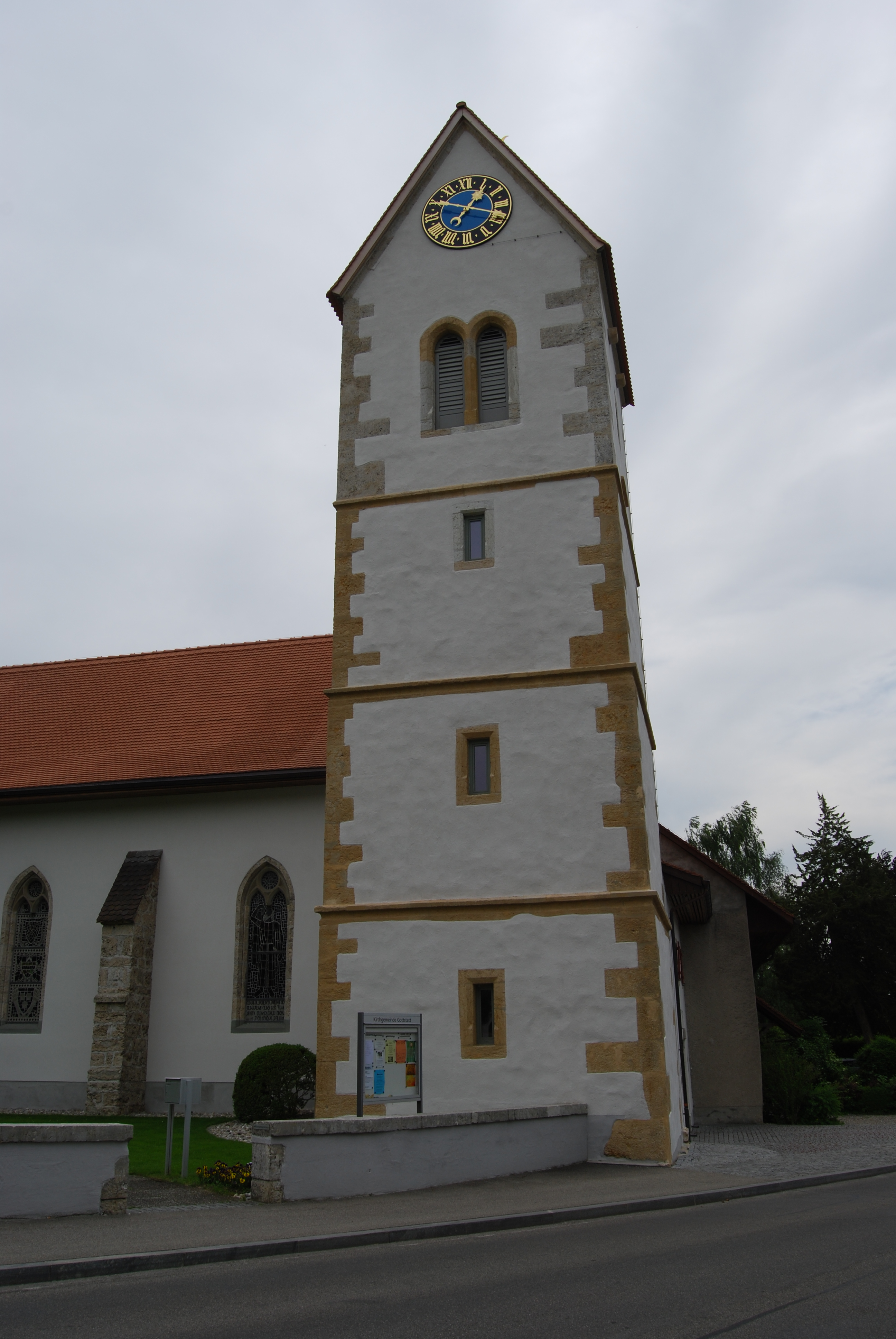
Klášter
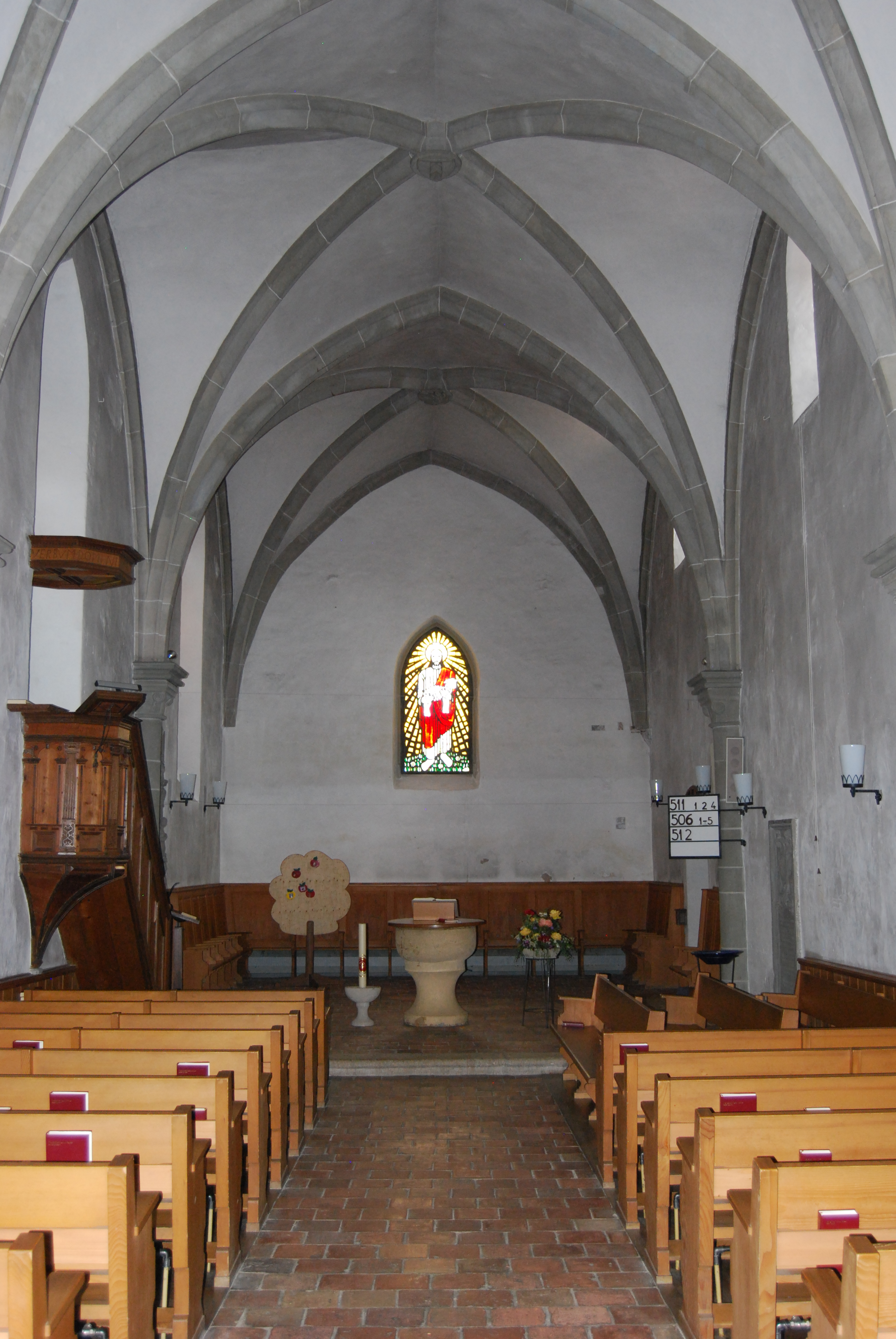
Vnitřní prostory kláštera
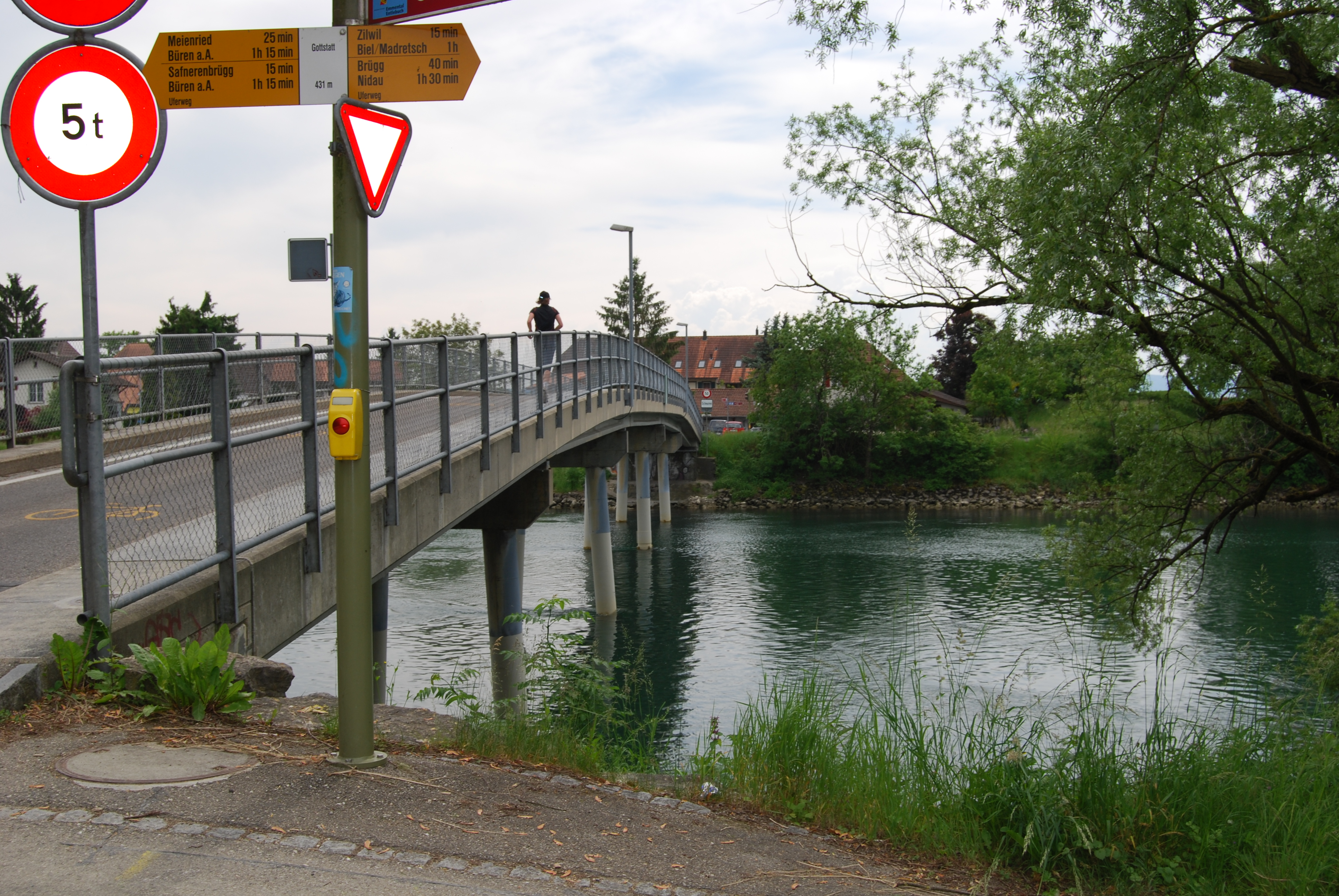
Most přes kanál Nidau-Büren mezi Orpundem a Scheurenem
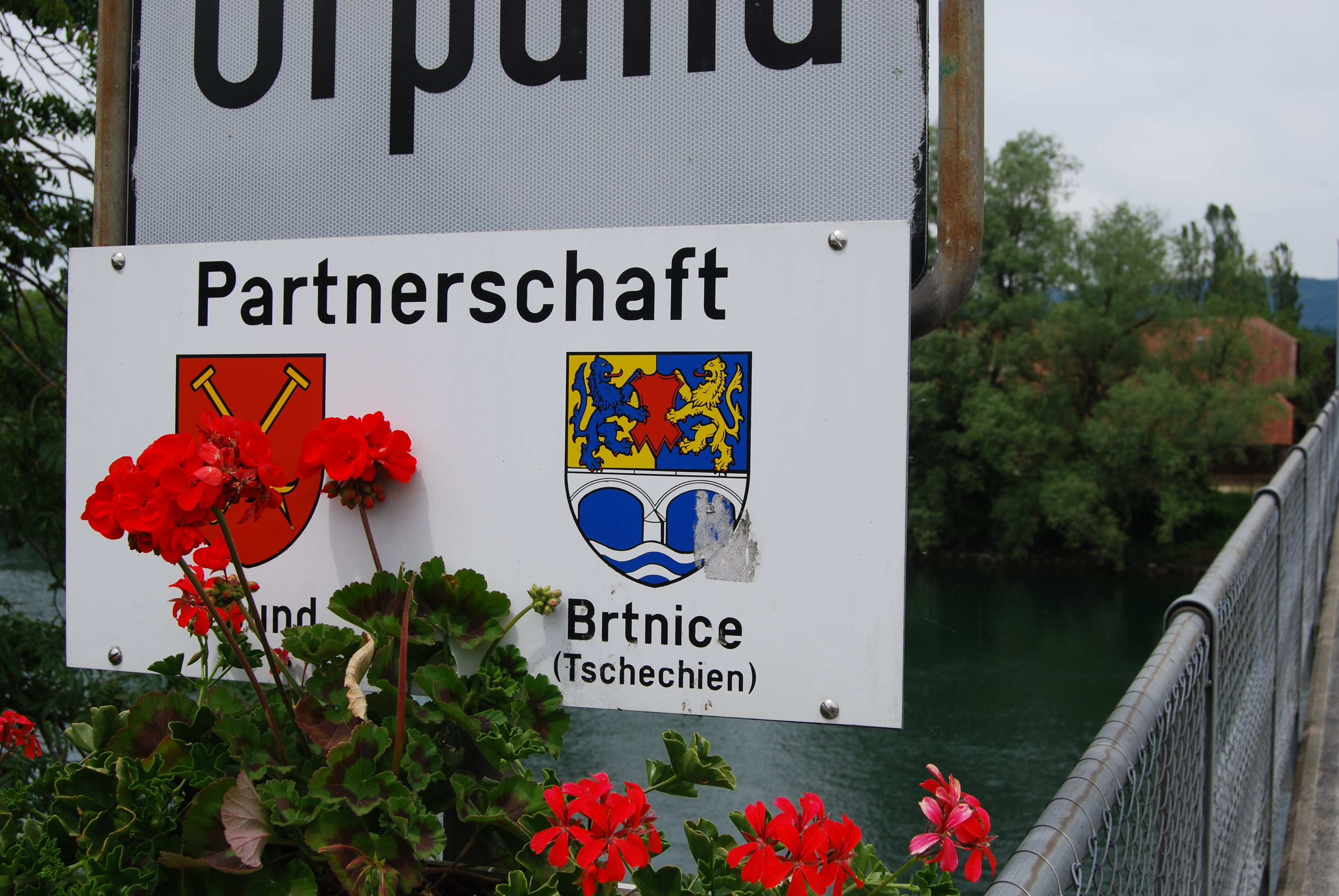
Městský štít, který informuje o partnerství s Brtnicí

## Partnerské obce
- Brtnice, Česko